# Ḷ
Ḷ ، ḷ یکی از حروف الفبای لاتین ئ بر ساخته از یک L با نقطه‌ای در زیر آن می‌باشد. این نویسه در زبان‌های مختلف نشان‌دهندهٔ آواهای متفاوتی است. 
Ḷḷ در زبان آستوری نشان‌دهندهٔ آوای [ʎ] می‌باشد.

## منبع
Wikipedia contributors, "Ḷ," Wikipedia, The Free Encyclopedia, http://en.wikipedia.org/w/index.php?title=%E1%B8%B6&oldid=582220297 (accessed July 6, 2014). 